# Szilícium-völgy (televíziós sorozat)
A Szilícium-völgy amerikai vígjáték-dráma sorozat, amit Mike Judge, John Altschuler és Dave Krinsky készített. A sorozat egy fiatal férfiről szól, aki létrehoz egy startup céget a Szilícium-völgyben. A sorozat 2014. április 6-án került bemutatásra az HBO-n. Az utolsó epizód 2019. december 8-án került bemutatásra.

## Szereplők
| Szereplő                   | Színész                | Magyar hang                                      |
| -------------------------- | ---------------------- | ------------------------------------------------ |
| Richard                    | Thomas Middleditch     | Kovács Lehel                                     |
| Elrich Bachman             | T. J. Miller           | Zöld Csaba                                       |
| Nelson 'Big Head' Bighetti | Josh Brener            | Baráth István                                    |
| Bertram Gilfoyle           | Martin Starr           | Gacsal Ádám                                      |
| Dinesh Chugtai             | Kumail Nanjiani        | Kaszás Gergő                                     |
| Monica Hall                | Amanda Crew            | Bozó Andrea                                      |
| Donald 'Jared' Dunn        | Zach Woods             | Varju Kálmán (1. hang) Molnár Levente (2. hang)  |
| Gavin Belson               | Matt Ross              | Csankó Zoltán (1. hang) Czvetkó Sándor (2. hang) |
| Peter Gregory              | Christopher Evan Welch | Anger Zsolt                                      |
| Aly Dutta                  | Aly Mawji              | Pál Tamás                                        |

## Cselekmény
A sorozat főszereplője Richard, aki létrehoz egy innovatív tömörítési módszert, melyet Pied Piper-nek keresztel el. Barátaival együtt él San Francisco egyik kertvárosi övezetében, és együtt fejlesztgetik a programot. A főbérlőjük, Erlich 10%-os részesedést birtokol a cégben, cserébe a házában élhetnek. A baráti kör sok mindent él át együtt, jogi vitába keverednek, egyikük polgárpukkasztóan viselkedik.

## Fordítás
Ez a szócikk részben vagy egészben  a   Silicon Valley (TV series) című angol Wikipédia-szócikk fordításán alapul.  Az eredeti cikk szerkesztőit annak laptörténete sorolja fel. Ez a jelzés csupán a megfogalmazás eredetét és a szerzői jogokat jelzi, nem szolgál a cikkben szereplő információk forrásmegjelöléseként.